# Spierentonne

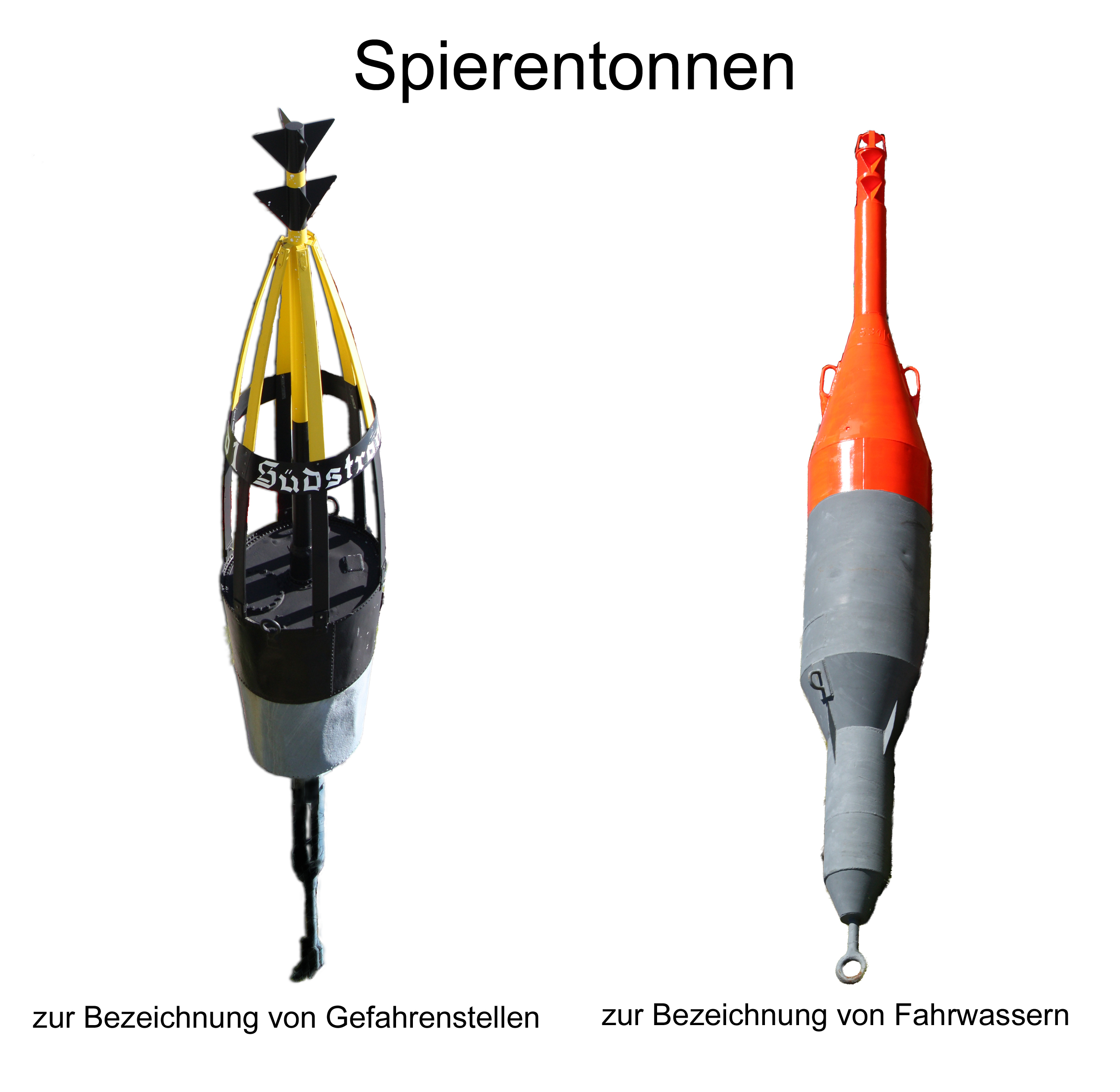
Links eine Bakentonne, die historisch aus der Spierentonne entstanden ist und in ihrer Mitte auch noch eine Spiere führt; rechts eine für Fahrwasser vorgesehene Spierentonne

Eine Spierentonne bezeichnet ein schwimmendes Schifffahrtszeichen, dessen Erscheinungsbild über Wasser die Form einer Spiere, also einer runden dicken Stange oder eines runden Balkens hat.

## Wortherkunft

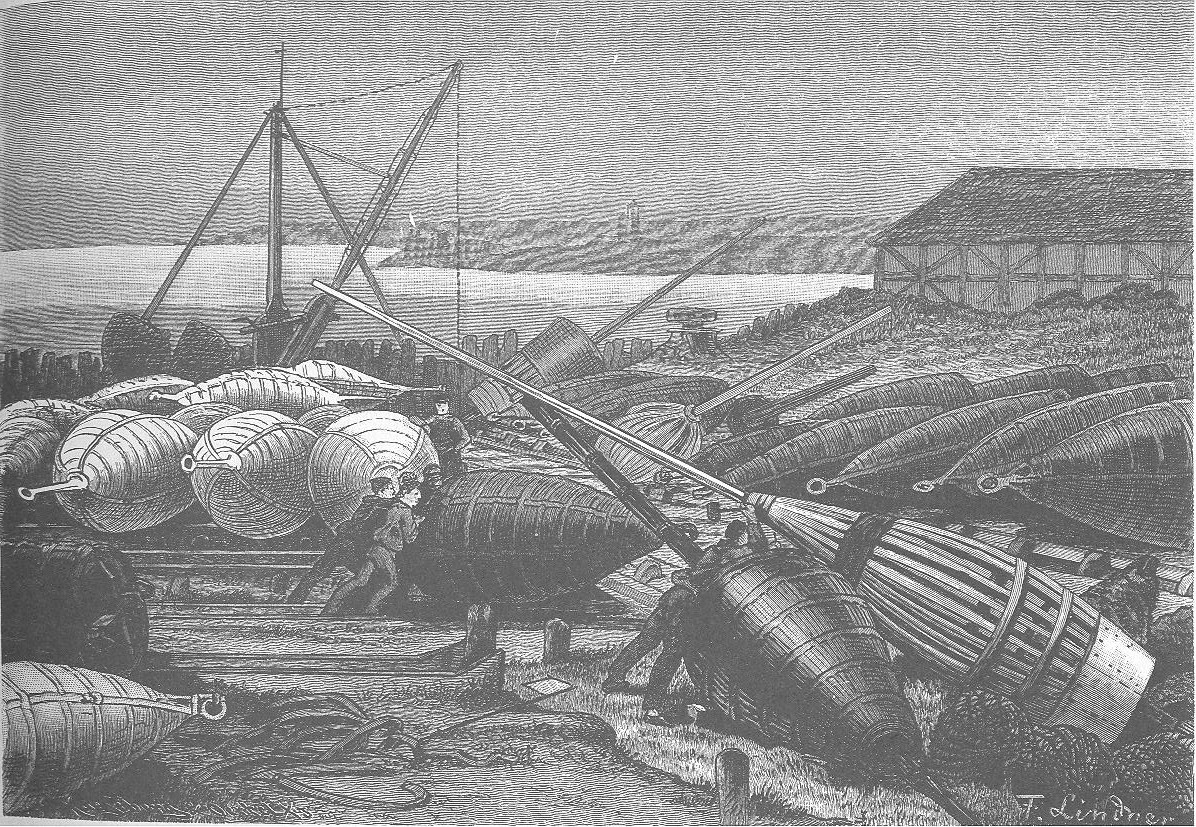
Tonnenhof von 1883 mit Spierentonnen im Vordergrund und einer Bakentonne am rechten unteren Bildrand

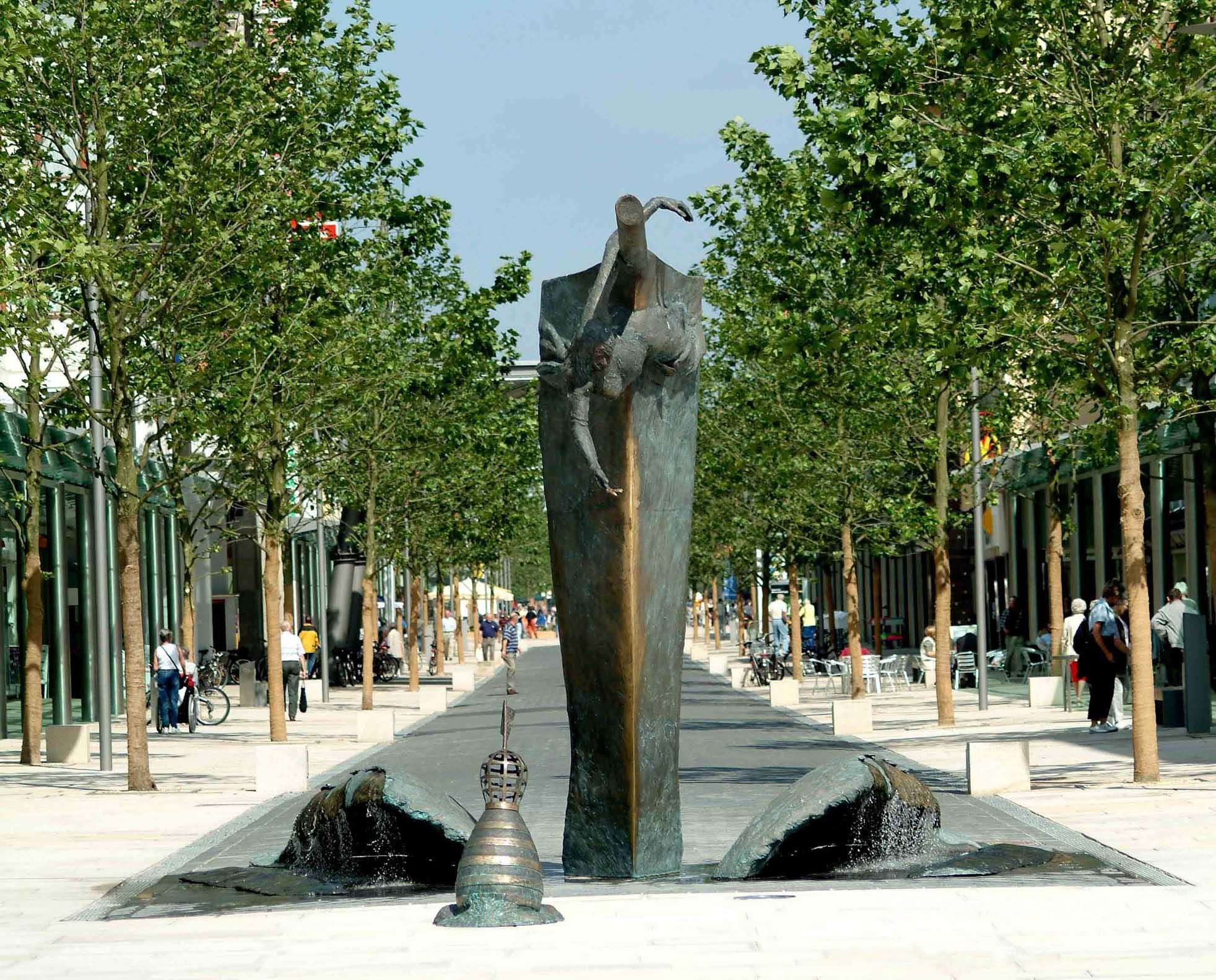
Die Bugwelle von Bremerhaven (Skulptur) mit einer künstlerischen Darstellung einer Bremer Schlüsseltonne im Vordergrund

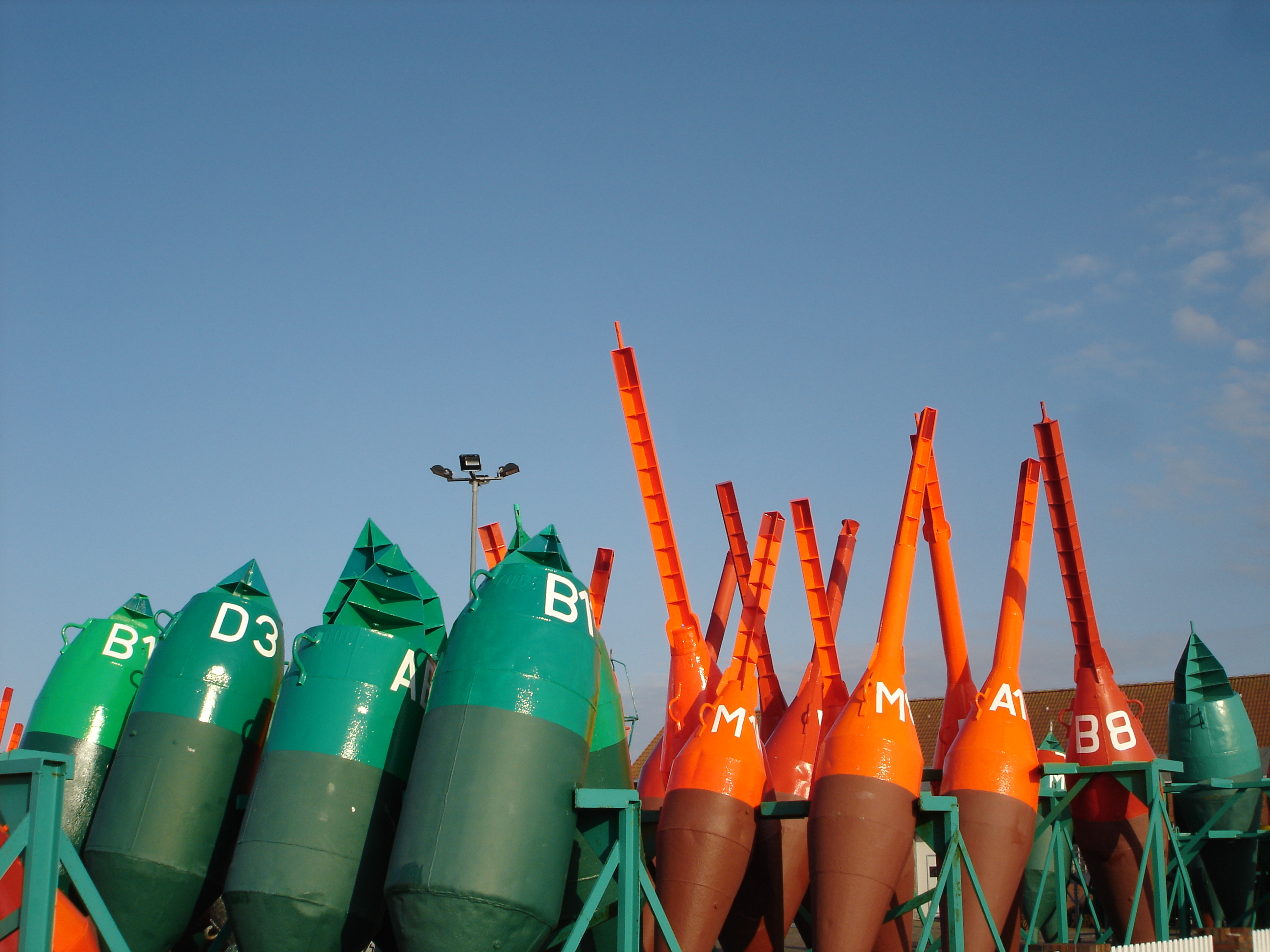
Spierentonnen (rot) im Tonnenhof auf Norderney

Spiere bezeichnet eigentlich im seemännischen Sprachgebrauch jegliche Art von Rundholz. Der Namensbestandteil Spiere wurde bereits im 18. Jahrhundert für Mastbaum-Enden verwendet. Diese Form der Fender mit 15 bis 20 Fuß Länge wurde im Hafen und auf Reede verwendet, um das versehentliche Antreiben von anderen Ankerliegern oder Festgemachten zu verhindern. Die Anbringung an Kriegsschiffen im Gefecht sollte Brander abhalten.
Spieren wurden auch Schotbaumkonstruktionen genannt, die bei 25 bis 30 Fuß Länge am Ende mit dreikantigen Eisen beschlagen waren. Sie wurden auch auf Tonnen oder Fässern befestigt, um das Fahrwasser zu kennzeichnen oder vor Gefahrenstellen zu warnen.

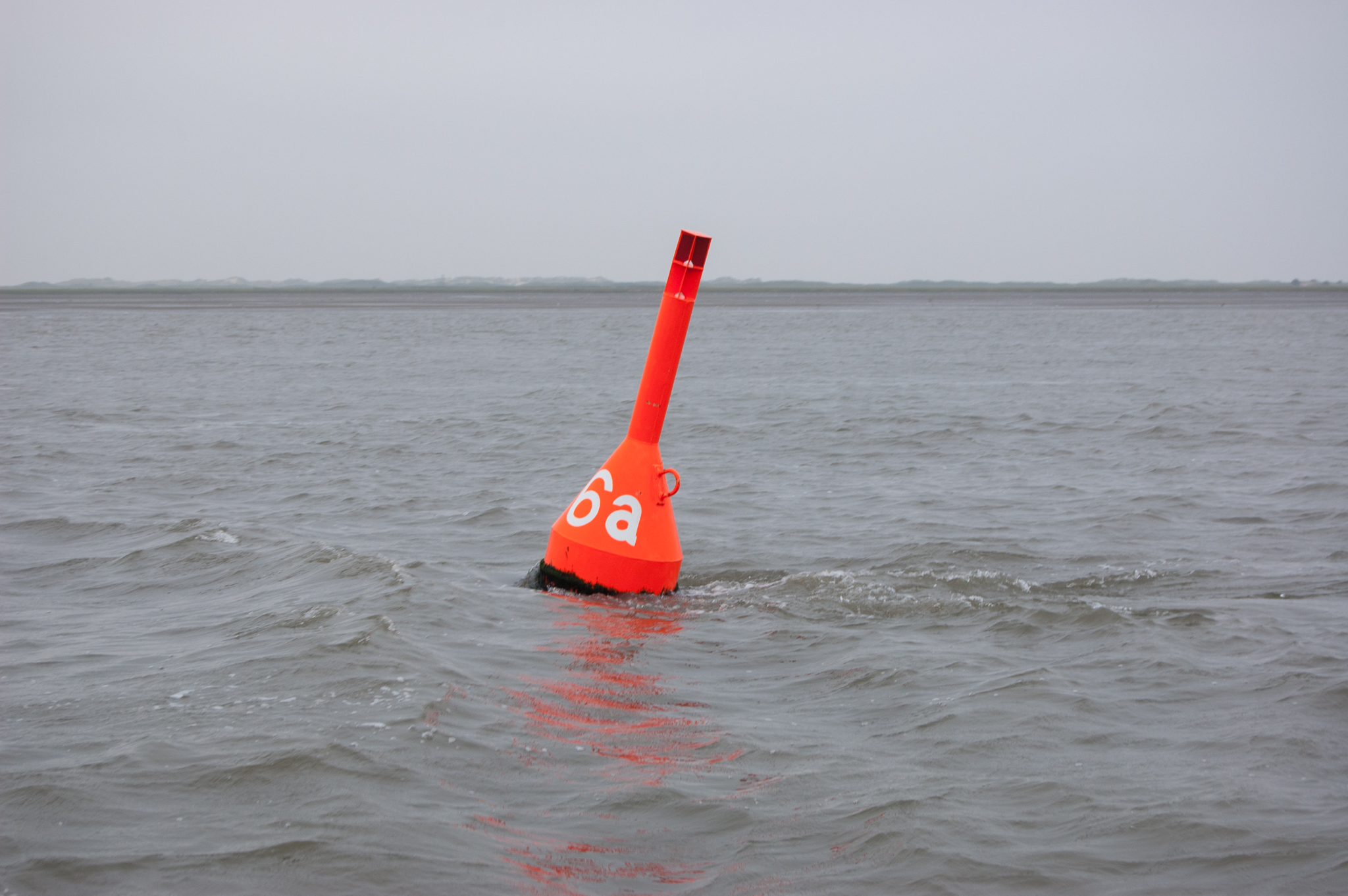
Eine Spierentonne zwischen den Ostfriesischen Inseln und dem Festland

## Verwendung, Aufbau, Geschichte
Anfang bis Mitte des 19. Jahrhunderts wurden Spierentonnen aus Holz gebaut, die aus einem vom Böttcher modifizierten Holzfass in Form einer kegelförmigen Stumpftonne bestanden, das am unteren Ende spitz zulief und oben mit einem Deckel versehen war. In die Deckelmitte wurde eine Aussparung eingebracht, in die dann eine Holzstange – die Spiere – eingefügt wurde. Sie ragte etwa 50 cm aus dem unteren Ende der Tonne heraus und wurde hier mit einem ringförmigen Beschlag versehen, an dem schließlich die Kette und ein Naturstein angebracht wurden, so dass eine Verankerung am Gewässer- oder Meeresboden möglich war. Die Spiere ragte dabei je nach Modell nach oben etwa 3 bis 4 Meter aus dem Tonnendeckel heraus.
Im Jahr 1964 konnte eine solche hölzerne Spierentonne von Fischern westlich vor Sylt im Lister Tief zufällig aufgefischt werden, die auf das Jahr 1860 datiert werden konnte. Die Tonne wurde nun etwa 30 Jahre als Anschauungsobjekt im Seezeichenhafen Wittdün im Außenbereich auf Amrum zwischengelagert, dann wiederhergerichtet und ist derzeit im Husumer Schifffahrtsmuseum als Leihgabe ausgestellt.
Um 1875 entwickelte man an der Weser eine Sonderform der Spierentonne, die aus einem schlanken zylindrischen Mittelteil mit oben und unten zulaufenden langen Kegeln bestand. Der obere Kegel trug ein Rohr. Diese Weservariante besaß beispielsweise bei einer Bremer Schlüsseltonnenvariante, der Schlüsselspiere bei einem Durchmesser von 0,85 Metern eine Länge von 13 Metern. Sie hatte innen vier wasserdichte Sektionen und bestand aus 6 cm dickem Eichenholz. Als Toppzeichen trug sie ein schwarzes Korbgeflecht, das von einem goldenen Schlüssel gekrönt wurde, der als Namensgeber fungierte und als Symbol der Stadt Bremen heute noch auf dem Landeswappen zu finden ist. Die Tonne war über Entfernungen von bis zu 3 Seemeilen auszumachen und erreichte eine Höhe von 6,5 Metern über Wasserspiegelniveau. Im Sommer wurden Eisenversionen, im Winter Holzversionen der Schlüsselspiere benutzt.
Zu großer Anwendung kamen Spierentonnen nach der Schlusssitzung der Kommission für die Aufstellung eines einheitlichen Betonnungssystems am 6. Januar 1887. Diese hatte den Einsatz der Spierentonnen als Backbordtonnen der Lateralbetonnung beschlossen.
Da die Spieren im Verhältnis zur Tonne sehr schmal ausgeführt waren, war auf See keine gute Sichtbarkeit gegeben. Um diese zu erhöhen, modifizierte man die Tonnen dahingehend, dass sechs bis acht gebogene Holzlatten von der Oberkante des Deckels bis zur Spiere montiert wurden. Diese modifizierte Spierentonnenform wurde dann allerdings als Bakentonne bezeichnet.
Etwa um 1900 kam eine weitere Sonderform hinzu, die Jadespierentonne, deren oberer Kegelstumpf so lang ausgeführt war, dass eine gesonderte Spiere entfallen konnte. Offenbar wurde diese zuerst auf der Jade benutzt und hat sich dann auch in anderen Bereichen durchgesetzt, weil eine gute Erkennbarkeit selbst auf weite Entfernungen gegeben war.
Speziell diese Tonnenform kommt in unterschiedlichen Größen selbst heute noch hauptsächlich in Fahrwassern zur Anwendung.
Wie alle Tonnen bestehen Spierentonnen auch heute noch aus den Teilen Anker, Kette, Schwimmkörper und Toppzeichen. Sie sollen, anders als die Fasstonne, senkrecht im Wasser stehen. Zusätzlich befindet sich aber zwischen Toppzeichen und Schwimmkörper eine Spiere, die bei der Jadespierentonne jedoch entfällt.
Da mittlerweile auch die Fertigung von Tonnen modernen Industriestandards unterliegt, bestehen diese heute – inklusive der Spiere – zumindest in Deutschland überwiegend aus Metall und nicht mehr aus Holz, was sie grundsätzlich unempfindlicher gegen Kollisionen, Eisgang und Verrottungsprozesse macht.
Sie werden für folgende Einsatzzwecke verwendet:

## Fahrwasserkennzeichnung
Für diese Funktion ist eine Spierentonne in Deutschland immer eine rote Tonne mit gerader Bezifferung, die die Backbordseite (rechts, stromabwärts) des Fahrwassers bezeichnet. Befindet sich eine Spierentonne im Hauptfahrwasser, liegt sie im Wechsel zu den Leuchttonnen. Spierentonnen finden überwiegend Anwendung in Wattfahrwassern (z. B. das Fahrwasser Telegraphenbalje und Otzumer Balje), da sie durch die rote Farbe selbst bei ungünstigen Sichtverhältnissen leichter ausgemacht werden können. Dabei findet lediglich eine einseitige Bezeichnung statt, da das Fahrwasser meistens zu schmal ist, um beide Seiten entsprechend betonnen zu können. Ein mit Spierentonnen gekennzeichnetes Wattfahrwasser ist dabei einfahrend auf der Backbordseite zu passieren.
An den flachsten Fahrwasserstellen, wo aufgrund fehlender Wassertiefe selbst eine Spierentonne nicht mehr funktionsgerecht zum Einsatz gebracht werden kann, werden häufig auch Pricken als Spierentonnenersatz verwendet.

## Gefahrenstellenkennzeichnung
Bei der Verwendung von Spierentonnen als Einzelgefahrzeichen sind diese Tonnen schwarz und führen ein waagerechtes rotes Band. Sie sind mit zwei schwarzen übereinander liegenden Bällen als Toppzeichen ausgestattet und in einigen wenigen Fällen sogar mit dem Namen der Gefahrenstelle beschriftet. Sie warnen vor Unterwasserhindernissen mit geringer Ausdehnung, z. B. einem einzelnen Unterwasserfelsen, und können von allen Seiten passiert werden.
Aber auch vor Untiefen und Wracks können Spierentonnen warnen, die dann nach dem Kardinalsystem gesetzt werden. Die Tonnen sind in diesen Fällen schwarz-gelb quergestreift und führen spezielle Toppzeichen, die die Himmelsrichtung angeben, nach der die Warnbetonnung vorgenommen wurde. Diese Toppzeichen bestehen aus einer speziellen Anordnung von Kegeln/Dreiecken, die sich wie folgt definieren:
- Tonne liegt unmittelbar nördlich der Wrackstelle/Untiefe: Beide Spitzen zeigen nach oben (auf Karten befindet sich Norden üblicherweise am oberen Rand der Karte)
- Tonne liegt unmittelbar südlich der Wrackstelle/Untiefe: Beide Spitzen zeigen nach unten (auf Karten befindet sich Süden üblicherweise am unteren Rand der Karte)
- Tonne liegt unmittelbar östlich der Wrackstelle/Untiefe: Beide Spitzen auseinander (die Kegel bilden so ein spitzes „O“ wie Osten)
- Tonne liegt unmittelbar westlich der Wrackstelle/Untiefe: Beide Spitzen zeigen zueinander